# Fondali Punta Mesco - Rio Maggiore
Fondali Punta Mesco - Rio Maggiore este o arie protejată (arie specială de conservare — SAC, sit de importanță comunitară — SCI) din Italia întinsă pe o suprafață de 546 ha, integral marine.

## Localizare
Centrul sitului Fondali Punta Mesco - Rio Maggiore este situat la coordonatele 44°07′33″N 9°41′45″E / 44.125833°N 9.695833°E.

## Înființare
Situl Fondali Punta Mesco - Rio Maggiore a fost declarat sit de importanță comunitară în iunie 1995 pentru a proteja . Situl a fost protejat și ca arie specială de conservare în octombrie 2016.

## Biodiversitate
Situată în ecoregiunea mediteraneană, aria protejată conține 3 habitate naturale: Bancuri de nisip acoperite în permanență slab de apă marină, Recifuri, Straturi cu Posidonia (Posidonion oceanicae).
La baza desemnării sitului se află un număr nedeclarat de specii protejate:
Pe lângă speciile protejate, pe teritoriul sitului au mai fost identificate 16 specii de nevertebrate, 6 specii de pești.